# Manuel Guillermo Altava Lavall
Manuel Guillermo Altava Lavall (Castelló de la Plana, 7 d'octubre de 1958) és un jurista i polític valencià, senador per Castelló en la IX, X, XI i XII legislatures.
Doctorat en dret, ha exercit com a magistrat titular del jutjat número 3 de Castelló. També és professor de dret públic i dret processal a la Universitat Jaume I. A les eleccions generals espanyoles de 2008 fou escollit senador per Castelló de la Plana dins les files del Partido Popular. Fou portaveu de la Comissió de Justícia del Senat. Seria reelegit a les eleccions generals espanyoles de 2011, 2015 i 2016.

## Obres
- Justicia penal de menores y jóvenes : (análisis sustantivo y procesal de la nueva regulación), Tirant lo Blanch, 2002. ISBN 84-8442-633-5
- La posición jurídica de la administración autonómica y local en el proceso civil, Comares, 1996. ISBN 84-8151-315-6
- Lecciones de derecho comparado
- Estudios sobre la responsabilidad penal del menor